# Minha Vida, Minha Música (álbum de Bruno & Marrone)
Minha Vida, Minha Música é a primeira compilação musical da dupla sertaneja Bruno & Marrone, lançada em 2002 pela Abril Music. 
Esse álbum, que conta uma parte da trajetória musical da dupla, rendeu uma indicação ao Grammy Latino de 2003 na categoria Melhor Álbum de Música Sertaneja. O CD conta com algumas músicas gravadas em discos anteriores, como "Homem do Meu Tempo", do CD Viagem, "Parabéns Pro Nosso Amor", dessa vez regravada de forma acústica, que é do CD Cilada de Amor, "Medo", de Nelson Ned, do CD Paixão Demais, também regravada acústica, "Bijuteria", do CD Acústico ao Vivo (somente no DVD), "Usted", em espanhol, música de Luis Miguel, e "Apaixonado", primeira música cantada pela dupla, na casa de Bruno, na presença dos pais, irmãos e do cantor Leonardo.

## Lista de faixas
| N.º | Título                                       | Compositor(es)                       | Duração |  |
| 1.  | "Vida Vazia - Abertura (com Eliakim Araújo)" | Bruno / Felipe                       |         |  |
| 2.  | "O Encontro"                                 | Bruno / Felipe                       |         |  |
| 3.  | "Apaixonado (Moreninha Linda)"               | José Rico                            |         |  |
| 4.  | "A Escolha do Nome"                          | Bruno / Felipe                       |         |  |
| 5.  | "Introdução à Parabéns Pro Nosso Amor"       | Bruno / Rafael Dias                  |         |  |
| 6.  | "Parabéns Pro Nosso Amor"                    | Bruno / Rafael Dias                  |         |  |
| 7.  | "Goiânia"                                    | Bruno / Felipe                       |         |  |
| 8.  | "Bijuteria"                                  | Chico Roque / Carlos Colla           |         |  |
| 9.  | "Carro Velho"                                | Bruno / Felipe                       |         |  |
| 10. | "Introdução à Usted"                         | José Antônio Zorrilla / Gabriel Ruiz |         |  |
| 11. | "Usted"                                      | José Antônio Zorrilla / Gabriel Ruiz |         |  |
| 12. | "São Paulo"                                  | Bruno / Felipe                       |         |  |
| 13. | "Introdução à Homem do Meu Tempo"            | Paulo Debétio / Paulinho Rezende     |         |  |
| 14. | "Homem do Meu Tempo"                         | Paulo Debétio / Paulinho Rezende     |         |  |
| 15. | "Inspiração"                                 | Bruno / Felipe                       |         |  |
| 16. | "Introdução a Fio de Cabelo"                 | Darci Rossi / Marciano               |         |  |
| 17. | "Fio de Cabelo" (por Chitãozinho & Xororó)   | Darci Rossi / Marciano               |         |  |
| 18. | "O Primeiro Grande Show"                     | Bruno / Felipe                       |         |  |
| 19. | "Introdução a Medo"                          | Nelson Ned                           |         |  |
| 20. | "Medo"                                       | Nelson Ned                           |         |  |
| 21. | "Encerramento: Vida Vazia"                   | Bruno / Felipe                       |         |  |
| 22. | "Usted (Faixa Bônus)"                        | José Antônio Zorrilla / Gabriel Ruiz |         |  |